# Kindle Fire
Kindle FireとはAmazon.comが提供するKindle対応電子書籍リーダーのAndroidタブレットである。Androidをベースに独自開発されたFire OSを搭載し、7インチのIPS液晶タッチディスプレイを備えている。第1世代が2011年9月28日に発表され、2011年11月15日に発売された。第2世代は、アメリカで2012年9月6日、日本では2012年12月18日に発売。Amazon AppstoreやKindle ストアにアクセスして電子書籍・音楽・映画などを買うことが出来る。上位版はKindle Fire HD。

## 概要
価格は
- 第1世代 - $199[8]。発売当初の端末のBOM範囲は概算で150ドルから201.70ドルである[9][10]。
- 第2世代 - $159, 12,800円

アナリストはアップルのiPadに対する強力な競合商品になり、他のAndroid端末メーカーは売上を落とすことになるだろうと予測している。Amazonのビジネス戦略は端末自体を売るよりむしろKindle Fireでデジタルコンテンツを売って稼ぐことが目的となっている。
2011年11月25日の発売から翌12月にかけて一週間あたり100万台以上の割合でKindle Fireは売れていき、International Data Corporation (IDC)は2011年第四四半期において約470万台売り上げたと概算している。
Kindle FireはAmazonの第一四半期で予想を上回る利益を上げ、時間外取引で株価を押し上げる材料となった。

## ハードウェア
| モデル     | Kindle Fire (第1世代)                            | Kindle Fire (第2世代)                            |
| ---------- | ------------------------------------------------ | ------------------------------------------------ |
| 画面サイズ | 7" (169ppi)                                      | 7" (169ppi)                                      |
| 画面解像度 | 1024 × 600                                       | 1024 × 600                                       |
| OS         | Fire OS (Android 2.3 ベース)                     | Fire OS (Android 4.0 ベース)                     |
| CPU        | デュアルコア 1.0 GHz Texas Instruments OMAP 4430 | デュアルコア 1.2 GHz Texas Instruments OMAP 4430 |
| GPU        | PowerVR SGX 540                                  | PowerVR SGX 540                                  |
| RAM        | 512MB                                            | 768MB                                            |
| Wi-Fi      | IEEE 802.11 b/g/n                                | IEEE 802.11 b/g/n                                |
| Bluetooth  | N/A                                              | N/A                                              |
| 携帯回線   | N/A                                              | N/A                                              |
| ストレージ | 8GB                                              | 8GB                                              |
| サイズ     | 190 x 120 x 11.4 mm                              | 189 x 120 x 11.5 mm                              |
| 重さ       | 413g                                             | 400g                                             |
| バッテリー | 4,400mAh                                         | 4,400mAh                                         |

アプリケーション80本に加えて映画10本か音楽800曲か電子書籍6000冊の何れを入れるのに十分と言われている8GBのストレージを内蔵している。8GBの内蔵ストレージのうち、コンテンツの記録で使用可能なのは第1世代が6.5GB、第2世代が5.5GBまでである。
Amazonの技術的詳細リストによれば、搭載されている4400mAhのバッテリーで第1世代は8時間まで継続して読書したり、何も繋がずに7時間半までビデオの再生が可能。第2世代は8.5時間。
ディスプレイの視認面積は標準的な4×6写真サイズより少し小さい。

## ソフトウェア

### 第1世代
Android 2.3 の改造版で動作する。Amazon AppstoreにアクセスするためにFireはクラウド化された「Split Browser」であるAmazon Silkでウェブページのレイアウトとレンダリングやサイトをもっと早く表示するためのGoogleのSPDYプロトコルを含むデバイス無しクラウド計算のためのAmazon EC2を使用する。ユーザーのAmazonデジタルコンテンツには無料ストレージであるAmazon Cloudのウェブストレージプラットフォームが与えられ、Amazon Cloud Driveの5GBのミュージックストレージやウェブメール（Gmail、Yahoo!、Hotmail、AOL Mailなど）対応の内蔵Eメールアプリケーションが一括管理できる。映画やテレビ番組が無制限に見られる登録制のAmazon Primeのフリートライアル期間も設定されている。2012年5月3日現在Kindle Fire搭載OSのバージョンは6.3.1_user_4107720となっている。
対応しているファイルフォーマットはKindle Format 8 (KF8), Kindle Mobi (.azw), TXT, PDF, 無制限のMOBI, PRC natively, Audible (Audible Enhanced (AA, AAX)), DOC, DOCX, JPEG, GIF, PNG, BMP, non-DRM AAC, MP3, MIDI, OGG, WAV, MP4, VP8である。
Kindle FireでのUSBの転送速度が遅いのはAmazonのUSBドライバを実行しているためであり、例として800MBのビデオファイルを転送するのに3分以上かかっている。

## ギャラリー

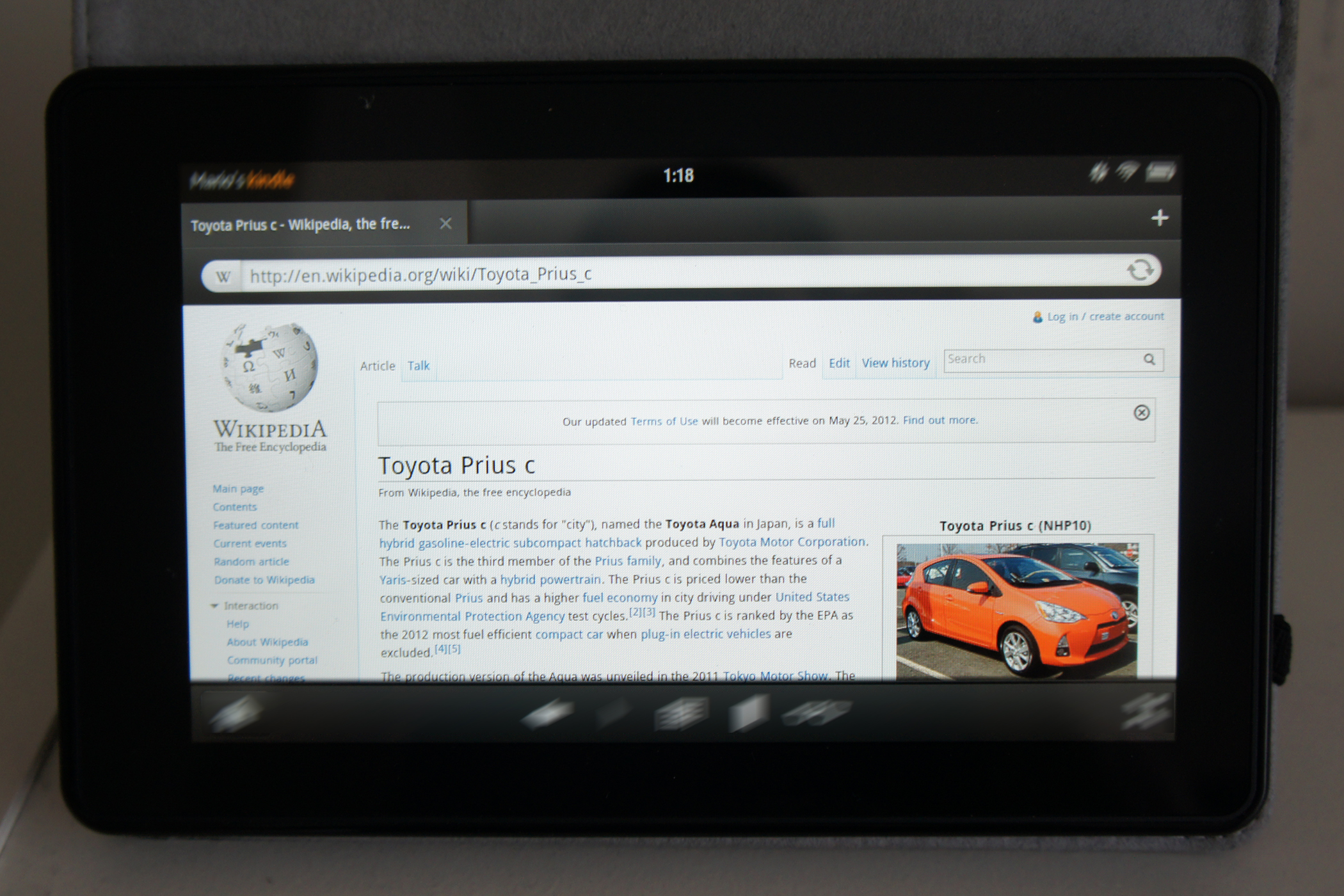
Kindle Fireを横向きにしてウェブページを表示
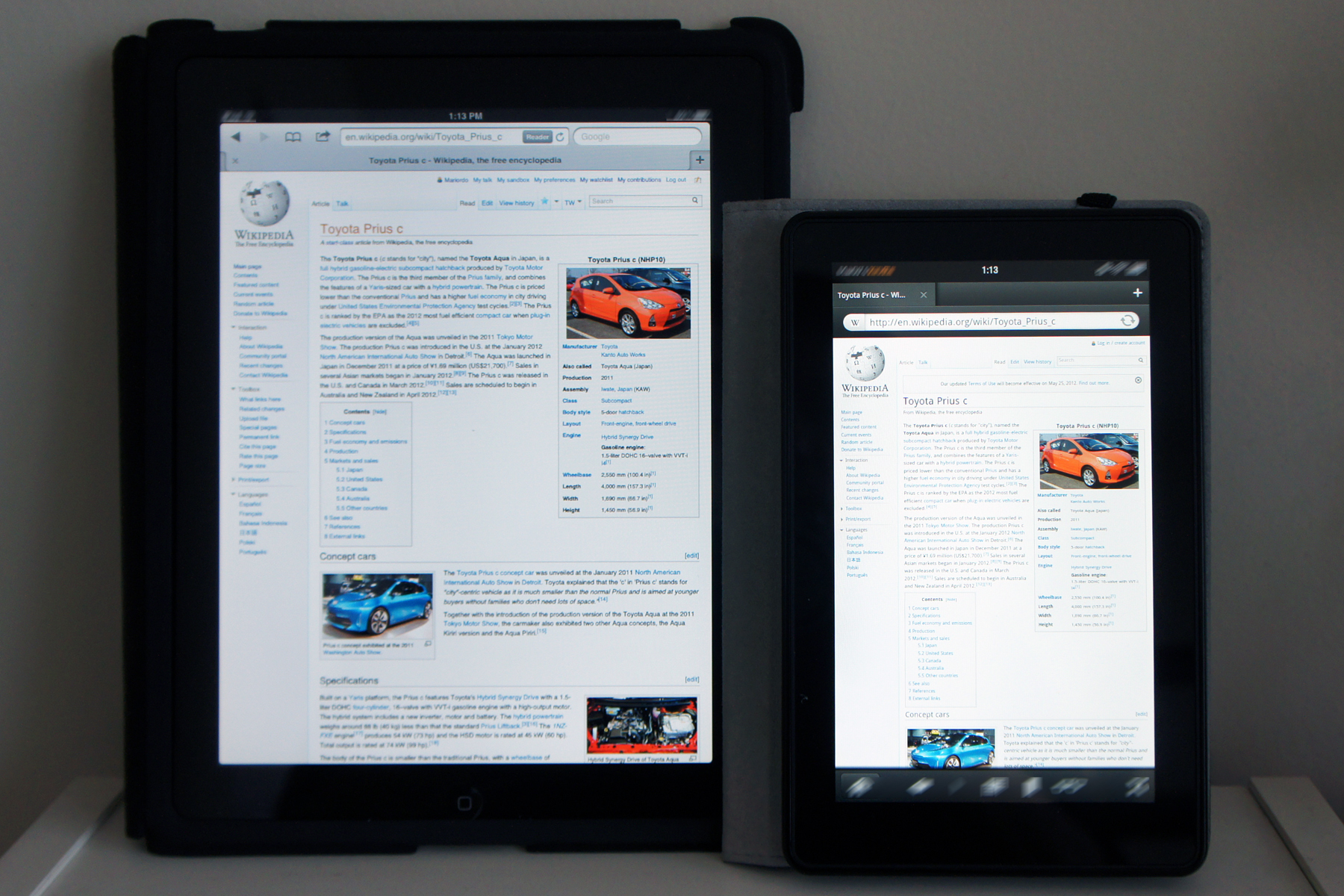
iPad（左）とKindle fire（右）
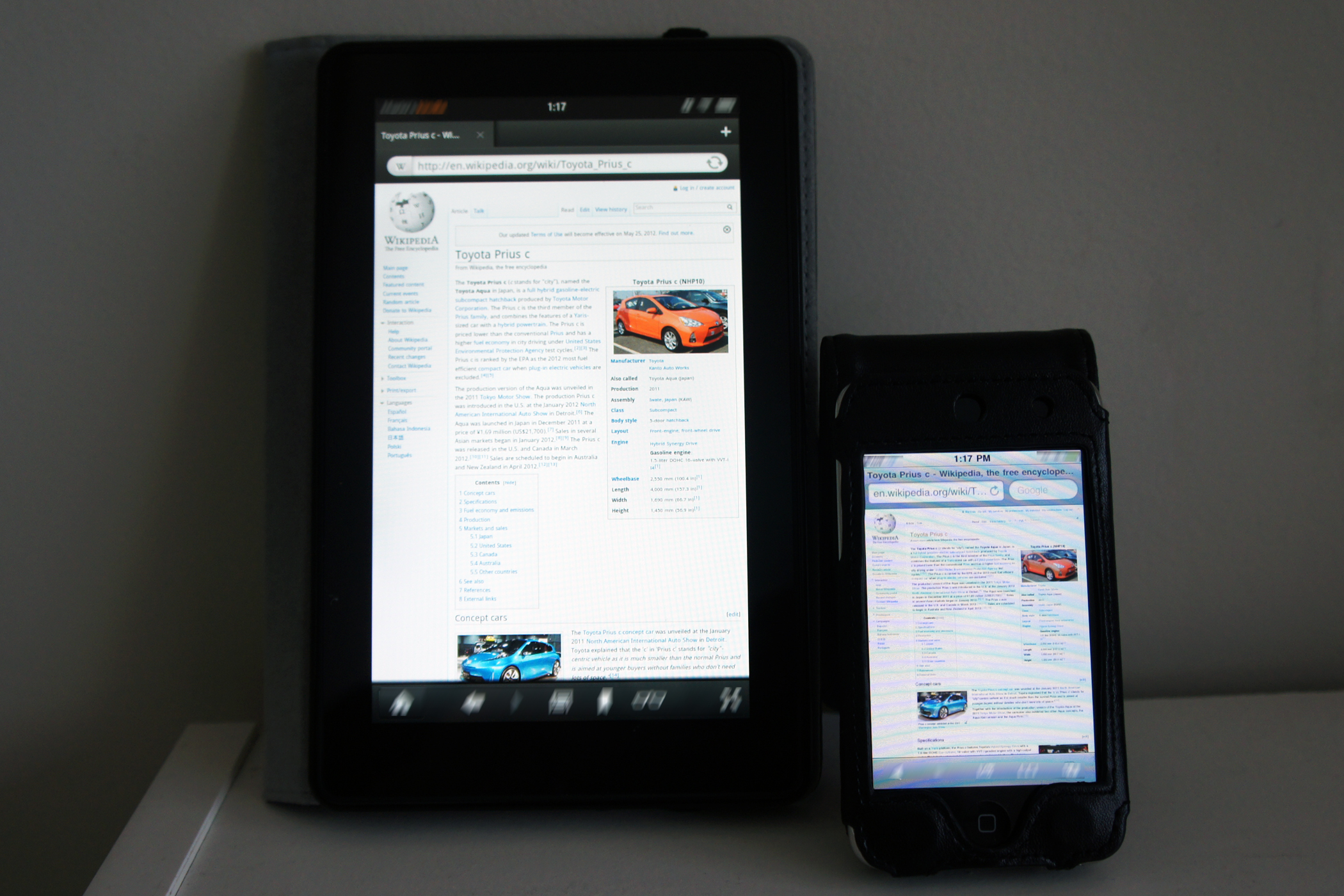
Kindle Fire（左）とiPod touch（右）